# Whitneyjev dežnik
Whitneyjev dežnik je sebe sekajoča ploskev v treh razsežnostih. Je unija vseh ravnih črt, ki tečejo skozi točke fiksne parabole in so pravokotne na fiksno ravno črto, vzporedno z osjo parabole in ležijo na simetrali.
Imenuje se po ameriškem matematiku  Hasslerju Whitneyju (1907 - 1989).

## Parametrična oblika enačbe
parametrična oblika enačbe v kartezičnem koordinatnem sistemu je 
{\displaystyle {\begin{aligned}x(u,v)&=uv\\y(u,v)&=u\\z(u,v)&=v^{2}\end{aligned}}}
kjer parametra u in v lahko zavzameta vrednosti realnih števil.

## Implicitna oblika enačbe
Implicitna oblika enačbe za Whitneyjev dežnik je
{\displaystyle x^{2}=y^{2}z}.
To oblika vsebuje tudi vrednosti, ki vključujejo negativne vrednosti za z-os.

## Lastnosti
Whitneyjev dežnik je premonosna ploskev in prava konoida.

## Gaussova ukrivljenost
Gaussova ukrivljenost je enaka 
{\displaystyle \mathrm {K} =-{\frac {4v^{2}}{(u^{2}+4v^{2}+4v^{4})^{2}}}}.

## Srednja ukrivljenost
Srednja ukrivljenost je enaka 
{\displaystyle H={\frac {u(1+3v^{4}}{(u^{2}+4v^{2}+4v^{4})^{3/2}}}}.